# تالولا هارلچ
تالولا سیلوا ماریا اورمزبی-گور (به انگلیسی: Jacquelyn Leigh Jablonski؛ زادهٔ ۱۶ مه ۱۹۸۸)، که به‌صورت حرفه‌ای با نام تالولا هارلچ شناخته می‌شود، استایلیست، بازیگر و مشاور بریتانیایی است. او در شهر شراپ‌شر، انگلستان به دنیا آمد و به‌خاطر فعالیت‌هایش در زمینه استایلینگ برای نشریات معتبر مانند مجله‌های پاپ و آرنا اوم پلاس شهرت دارد. تالولا دختر آماندا هارلچ و فرانسیس اورمزبی-گور، ششمین بارون هارلچ فقید، است.

## اوایل زندگی
تالولا دومین فرزند فرانسیس اورمزبی-گور، ششمین بارون هارلچ، و آماندا گریو است. پدربزرگ مادری او آلن گریو بود. در دوران کودکی، تالولا و برادرش تعطیلات تابستانی خود را در خانه‌ی کارل لاگرفلد در شهر بیاریتز سپری می‌کردند. او پس از اتمام تحصیلاتش در کالج بانوان چلتنهام در سن ۱۸ سالگی، به مؤسسه‌ی تئاتر و فیلم لی استراسبرگ در نیویورک درخواست پذیرش داد و به مدت دو سال و نیم در آنجا به تحصیل پرداخت.

## حرفه

### مدلینگ
در سال ۲۰۰۷، تالولا به نیویورک نقل مکان کرد و فعالیت خود را به‌عنوان دستیار در حوزه‌ی مد آغاز نمود. پس از آن، همکاری با طراحان برجسته‌ای چون جان گالیانو و کارل لاگرفلد در برند شنل را تجربه کرد. در سال ۲۰۱۶، او در مجله‌ی بارون، متعلق به جاناتان بارون، حضور یافت و در سال ۲۰۱۷ به‌عنوان یکی از مدل‌های دعوت‌شده به نمایش‌های مد الکسا چانگ در کلیسای سنت کاترین دانمارکی در شمال غربی لندن شرکت کرد.

### بازیگری
تالولا در عرصه‌ی بازیگری نیز فعالیت‌هایی داشته و در فیلم‌هایی نظیر «کینه و بدخواهی» ایفای نقش کرده است. همچنین در نمایشنامه‌ی برادوی «ریچارد سوم» نقش همسر ریچارد سوم را ایفا نمود که این نقش را آناتول یوسف بر عهده داشت.
در سال ۲۰۱۳، او در فیلم کوتاه «روزی روزگاری...» در کنار کیرا نایتلی، استلا تننت، ساسکیا د براو و لیندزی ویکسون ظاهر شد و نقش اوا لاوالیه را ایفا کرد.

## پیوندهای خارجی
- تالولا هارلچ درباره خرید با کارل
- تالولا هارلچ در بانک اطلاعات اینترنتی فیلم‌ها (IMDb)